# German Juferov
German Vladimirovič Juferov, in russo Герман Владимирович Юферов? (2 giugno 1963), è un ex pentatleta sovietico.

## Palmarès
In carriera ha conseguito i seguenti risultati:
- Mondiali:

Lahti 1990: oro nel pentathlon moderno staffetta a squadre.
San Antonio 1991: oro nel pentathlon moderno a squadre.
- Europei

Berlino Ovest 1987: oro nel pentathlon moderno a squadre.